# Церковь Марии Магдалины (Мариуполь)
Церковь Марии Магдалины (Марии-Магдалининская церковь, укр. Церква Марії Магдалини) — утраченный православный храм в Мариуполе. Был построен в 1862—1897 годах и освящён во имя равноапостольной Марии Магдалины. Разрушен коммунистами в 1930-е годы.

## История
В 1778 году, когда город ещё не был заселён греками и носил название Павловск в честь наследника русского престола Павла Петровича, азовский губернатор Василий Алексеевич Чертков решил украсить город красивой церковью и посвятить её Марии Магдалине, небесной покровительнице цесаревны Марии Феодоровны (супруги будущего Императора Павла I). Но после переселения из Крыма греков, Павловск был переименован в Мариуполь, а новый храм с уже возведенными стенами передали заботе греческого общества.

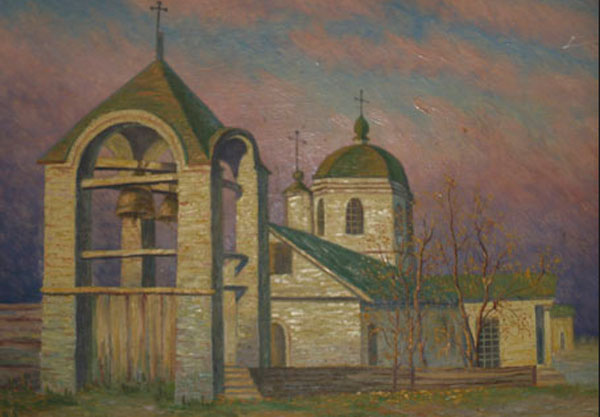
Первый храм

Переселившиеся греки не спешили заниматься дальнейшим строительством храма, и здание постепенно ветшало. Это побудило Мариупольского епископа Дорофея обратиться в Екатеринославскую Казенную Палату с просьбой передать недостроенную церковь русскому обществу, которое, после удовлетворения просьбы, с усердием взялось достраивать и украшать церковь за собственные средства. 4 июня 1791 года храм во имя Святой Марии Магдалины был освящён и открыт для священнодействия и Богослужения.
Храм был расположен на небольшой площади на пересечении улиц Греческой и Центральной. На плане города 1811 года он обозначен соборным.
Со временем деревянные конструкции церкви начали приходить в негодность и было принято решение о строительстве нового здания. В 1862 году на Александровской площади был заложен фундамент нового храма, чуть выше и западнее старого. Строительство затянулось и только в 1888 году было возобновлено. Мариупольская городская дума, учитывая заметный рост численности населения города, строительство железной дороги и нового морского порта, для ускорения возведения храма предписала выдавать на продолжение работ 2000 рублей ежегодно начиная с 1889 года.
Обветшавший старый храм в 1891 году (в год его столетия) был закрыт и разобран. На его месте установили часовню в память о спасении жизни наследника престола Николая Александровича, к которой ежегодно совершался крестный ход с чудотворными иконами со всех церквей города.
Освящение новой церкви состоялось в октябре 1897 года. Его проводил Симеон, епископ Екатеринославский и Таганрогский. Настоятелем был назначен Прокопий Орловский. В храме были устроены приделы во имя Святого Иоанна Предтечи и в память Покрова Пресвятой Богородицы. Вокруг церкви разбили сквер со множеством видов деревьев, а в начале XX века установили фонтан.
Новая церковь была разрушена в 1934 году по приказу большевистского правительства в рамках мероприятий «Безбожной пятилетки». Опустевшая площадь была превращена в сквер.
В 1960 году на месте храма был выстроен городской театр.
После раскопок в 2018 года открыт для демонстрации фрагмент фундамента церкви под защитным куполом.

## Галерея

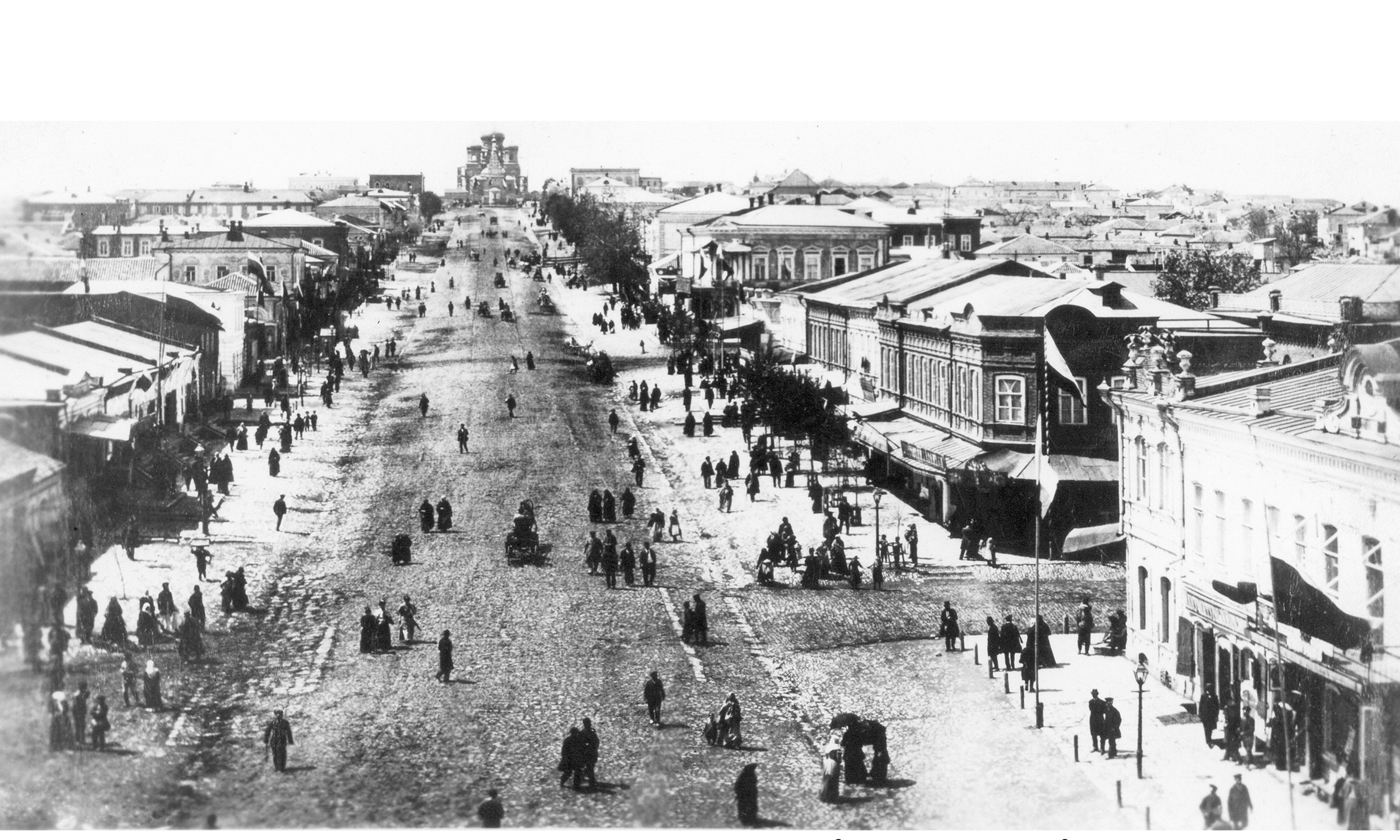
Вид с Екатерининской улицы
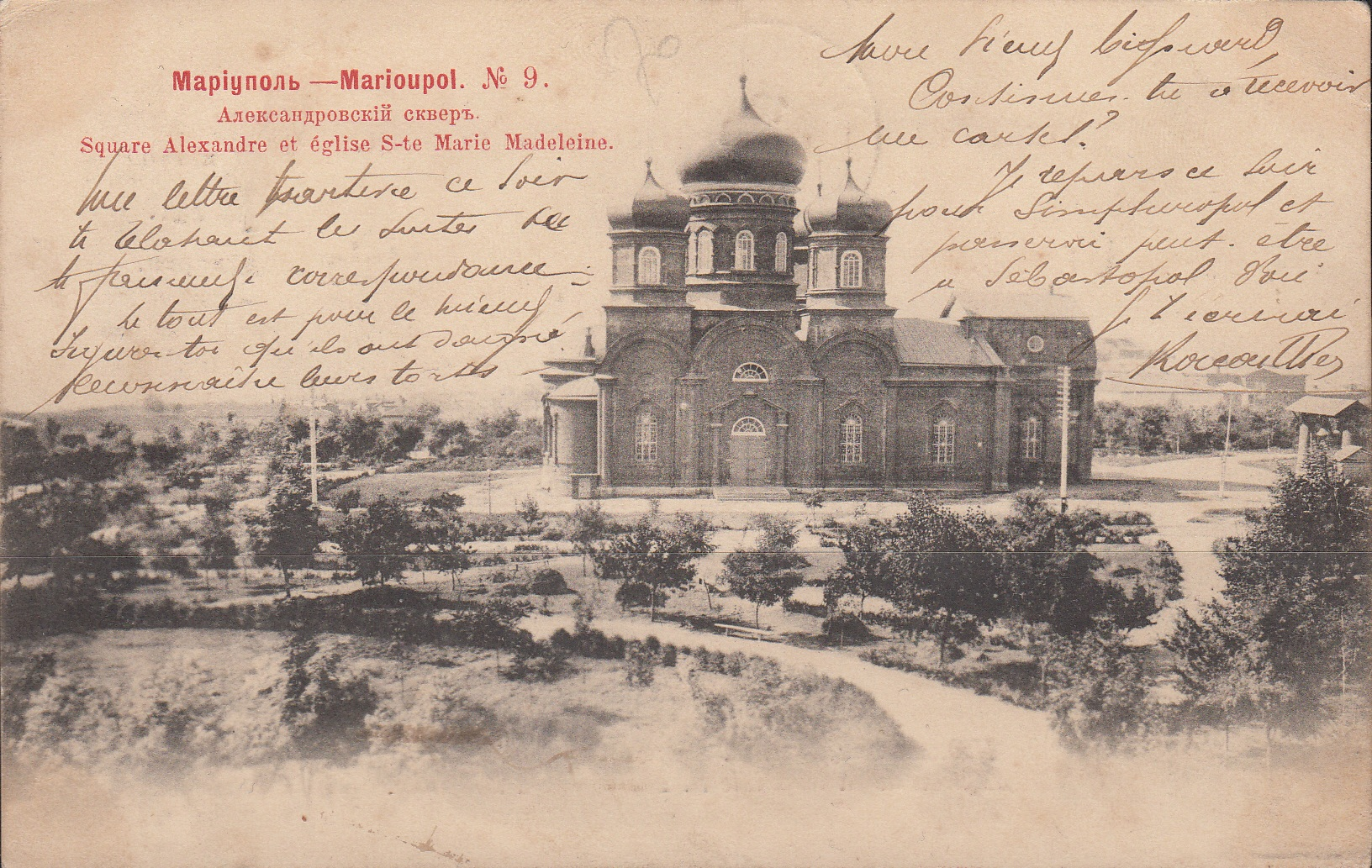
Вид с севера
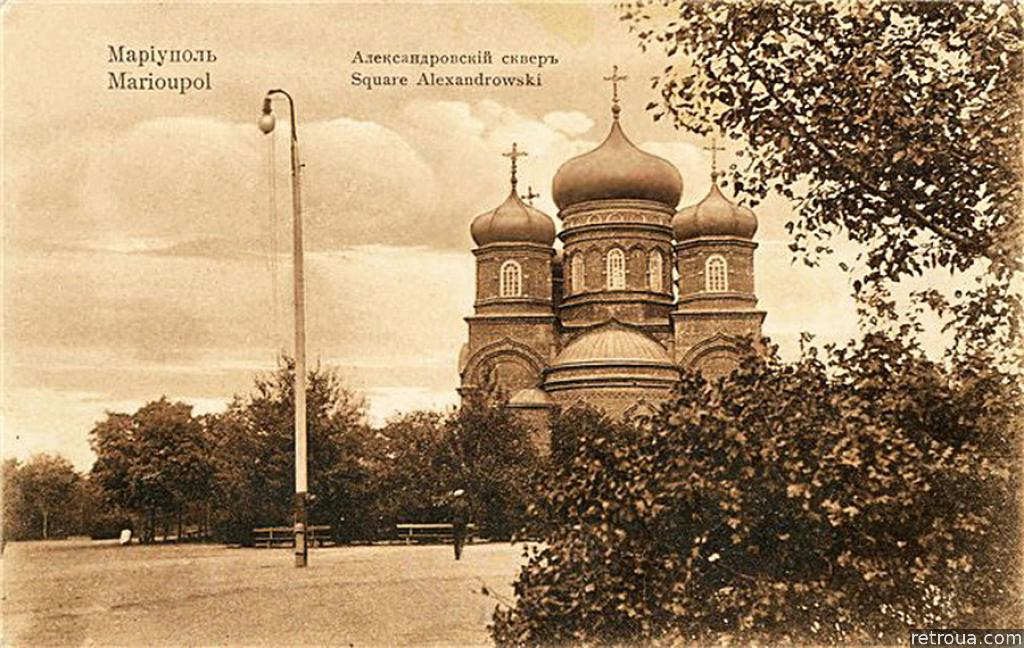
Вид с востока
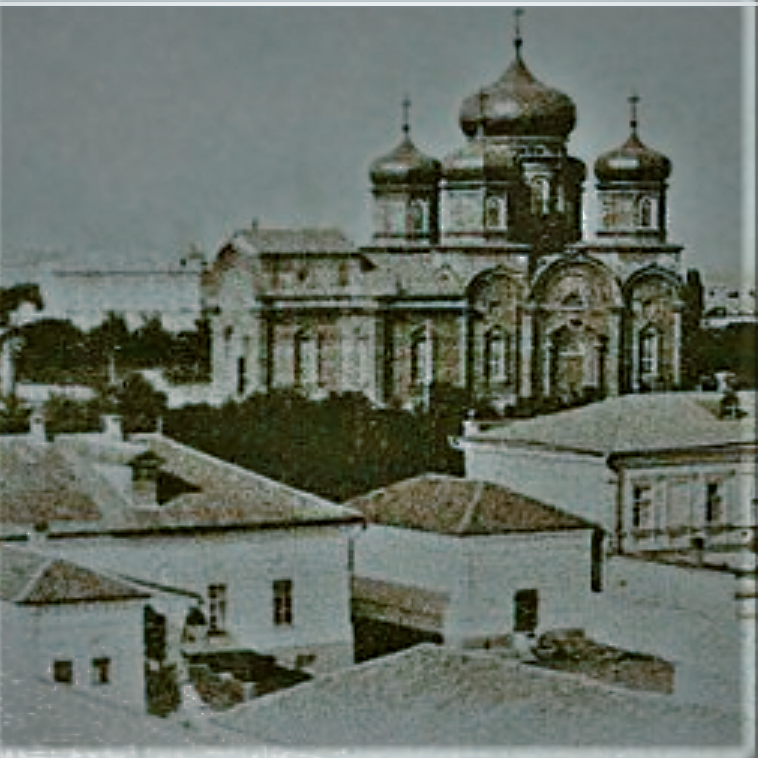
Вид с юга
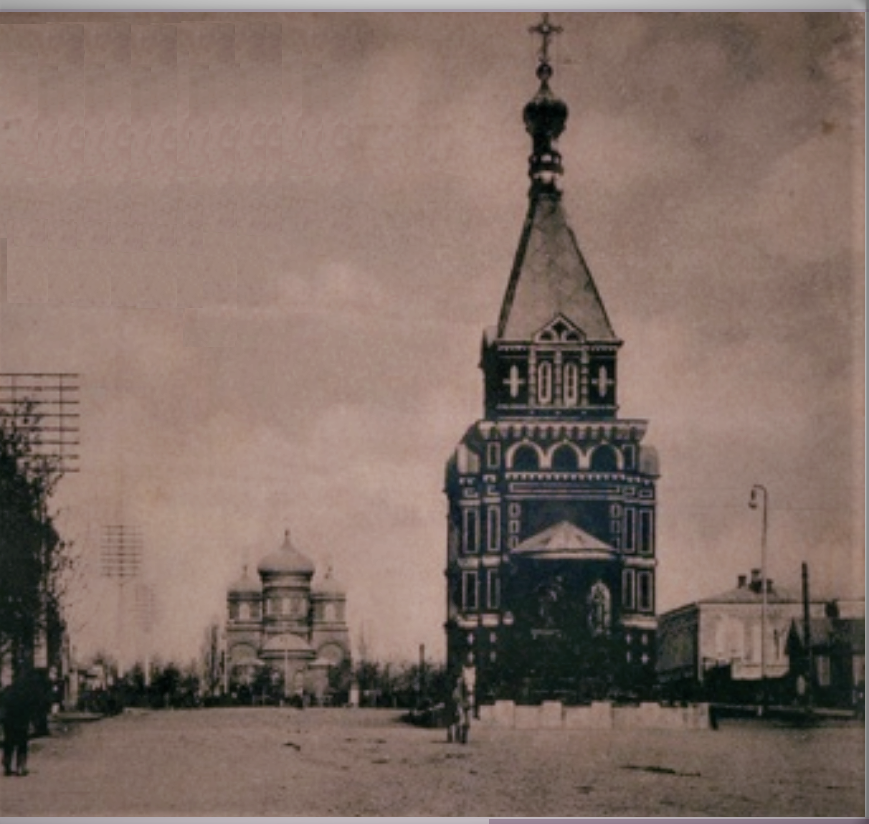
Часовня в память о спасении Николая Александровича